# شبگرد هندی
شبگرد هندی (نام علمی: Caprimulgus asiaticus) نام یک گونه از تیره شبگردان است.